# Mémorial de Coudehard-Montormel
Le mémorial de Coudehard-Montormel ou simplement mémorial de Montormel est un musée d'histoire situé sur le mont Ormel, dans les communes de Coudehard et de Mont-Ormel dans le département de l'Orne et la région Normandie. Il est spécialement consacré à l'histoire de la bataille de la poche de Falaise (ou poche de Falaise-Chambois), dernier épisode de la bataille de Normandie.
Il s'agit en fait d'un espace muséographique situé très exactement au sommet de la cote 262, là où s'est officiellement fermée la poche de Falaise, le 21 août 1944, ceci expliquant le fait que le musée soit situé en rase campagne. Il se compose de deux sites :
- le monument extérieur, au sommet de la colline, est un espace de recueillement qui domine la vallée de la Dives et la plaine où se sont déroulés les derniers combats de cette bataille. Il a été érigé pour le 20e anniversaire de la bataille, en 1965 ;
- le musée-mémorial proprement dit, dans le flanc même de la colline, construit pour le 50e anniversaire de la bataille, en 1994.

## Contexte historique
Le 6 juin 1944, lors du débarquement de Normandie, les Alliés ont entre autres comme objectif de prendre Caen très rapidement (le soir du 6 juin) ; mais la résistance allemande dans la région de Caen et dans les plaine de Caen et de Falaise repousse les Alliés.
Ceux-ci se reportent alors sur le Cotentin et prennent le port de Cherbourg, vital, puis progressent vers le Sud durant l'été 1944 et se déroulent alors la bataille des Haies, l'opération Bluecoat et enfin la percée d'Avranches. Cette dernière autorise la libération de la Bretagne, de l'Anjou, et du Maine. Le Mans est finalement libérée le 8 août 1944, alors que le sud de la Basse-Normandie est toujours occupé par les Allemands...
En effet, les troupes allemandes piétinent et ont pour ordre de tenir position « jusqu'à la mort », et c'est ainsi qu'elles se retrouvent concentrées d'une part au sud de Caen, et d'autre part dans le sud du département de la Manche : la contre-attaque de Mortain avait en effet été lancée afin de couper l'étroit couloir qu'avait libéré les Alliés lors de la percée d'Avranches. Enfin, la bataille de Caen s'étant terminée le 19 juillet, les Alliés réussissent peu à peu à repousser les Allemands vers le Sud.
Une large poche allemande s'est alors formée dans le sud de la Basse-Normandie, tandis qu'elle se fait encercler de jour en jour par les Alliés :
- au nord, au niveau de la campagne de Falaise ;
- au sud, par le Maine.

Alençon est libérée le 12 août, et les Américains en provenance du Mans remontent vers Argentan. C'est alors que la situation commence à devenir vite catastrophique pour les Allemands qui se retrouveraient prisonniers si jamais cette poche venait à être fermée : on estime en effet à 40 000 le nombre de soldats allemands dans cette poche.
Le 16 août 1944, Hitler ordonne d'urgence l'évacuation de la poche, mais il est déjà trop tard. Elle est finalement fermée le 21 août 1944 dans la région de Mont-Ormel, là où a été construit le mémorial.
C'est à cet endroit qu'une unité alliée de 2 000 hommes la 1re division blindée polonaise du général Maczek a résisté, du 19 au 22 août 1944, à la pression des Allemands. Le site est appelé Maczuga par les Polonais.

## Le monument extérieur

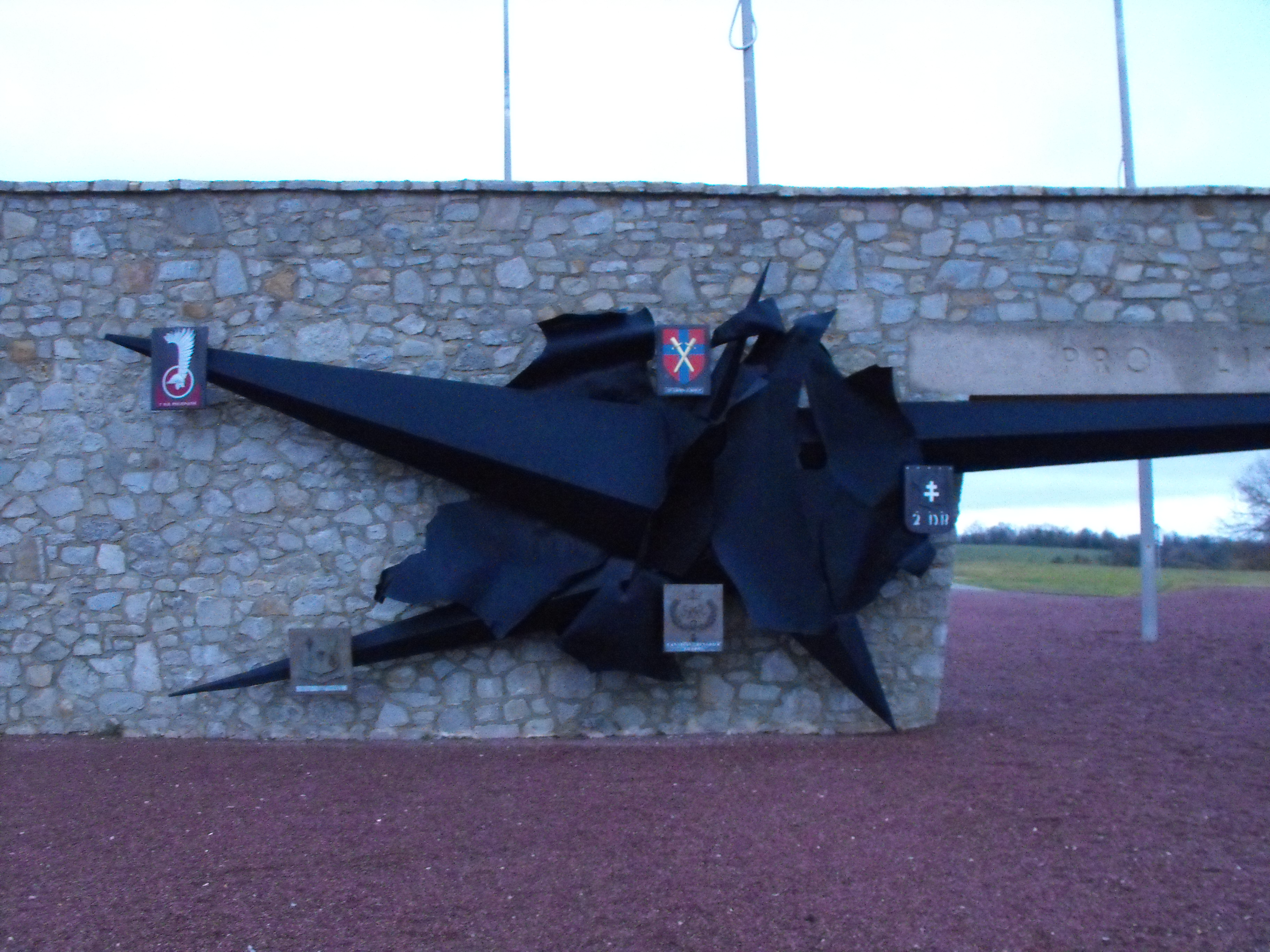
Vue extérieure du mémorial.
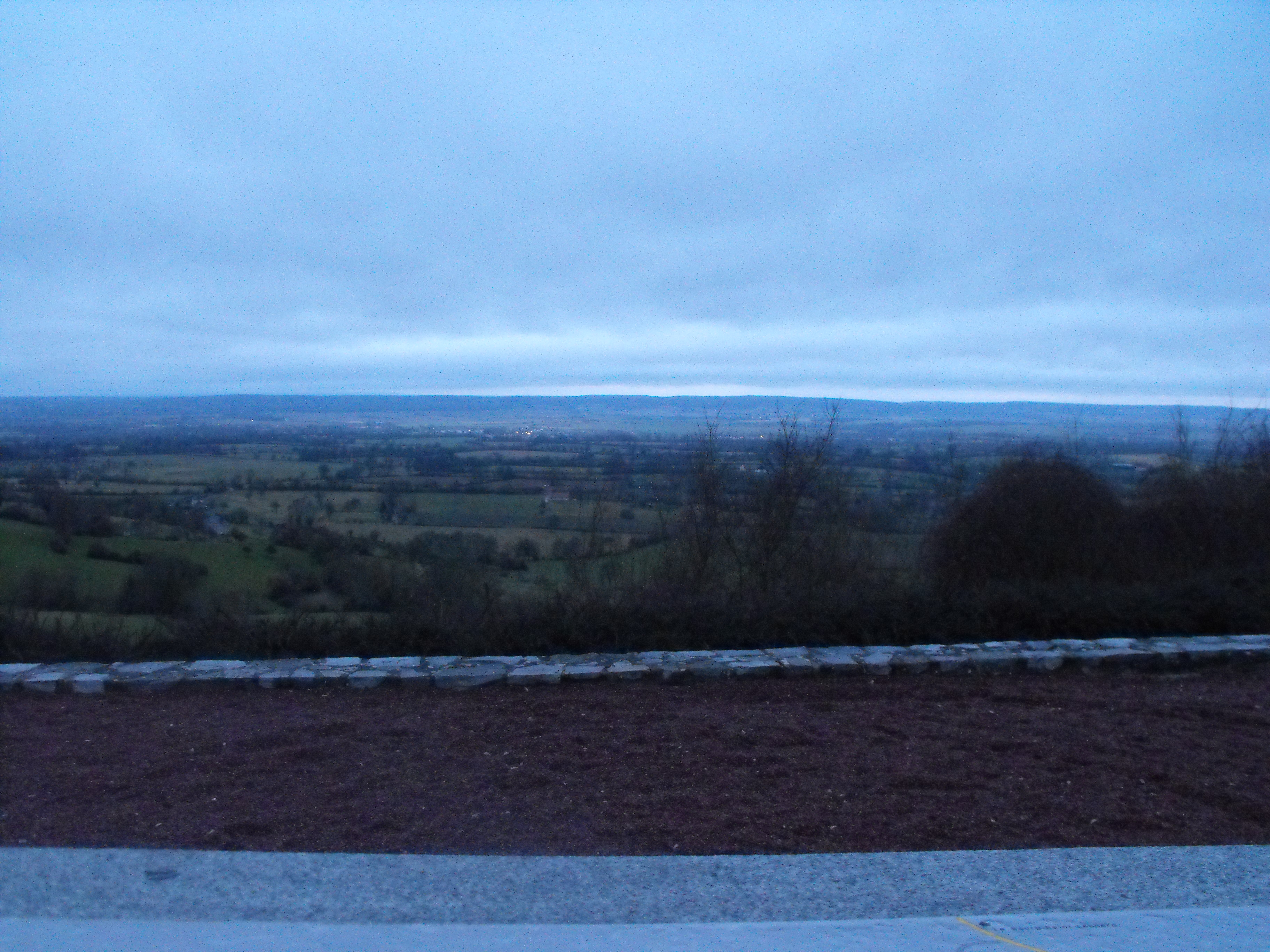
La plaine où se sont déroulés les derniers combats, au crépuscule.
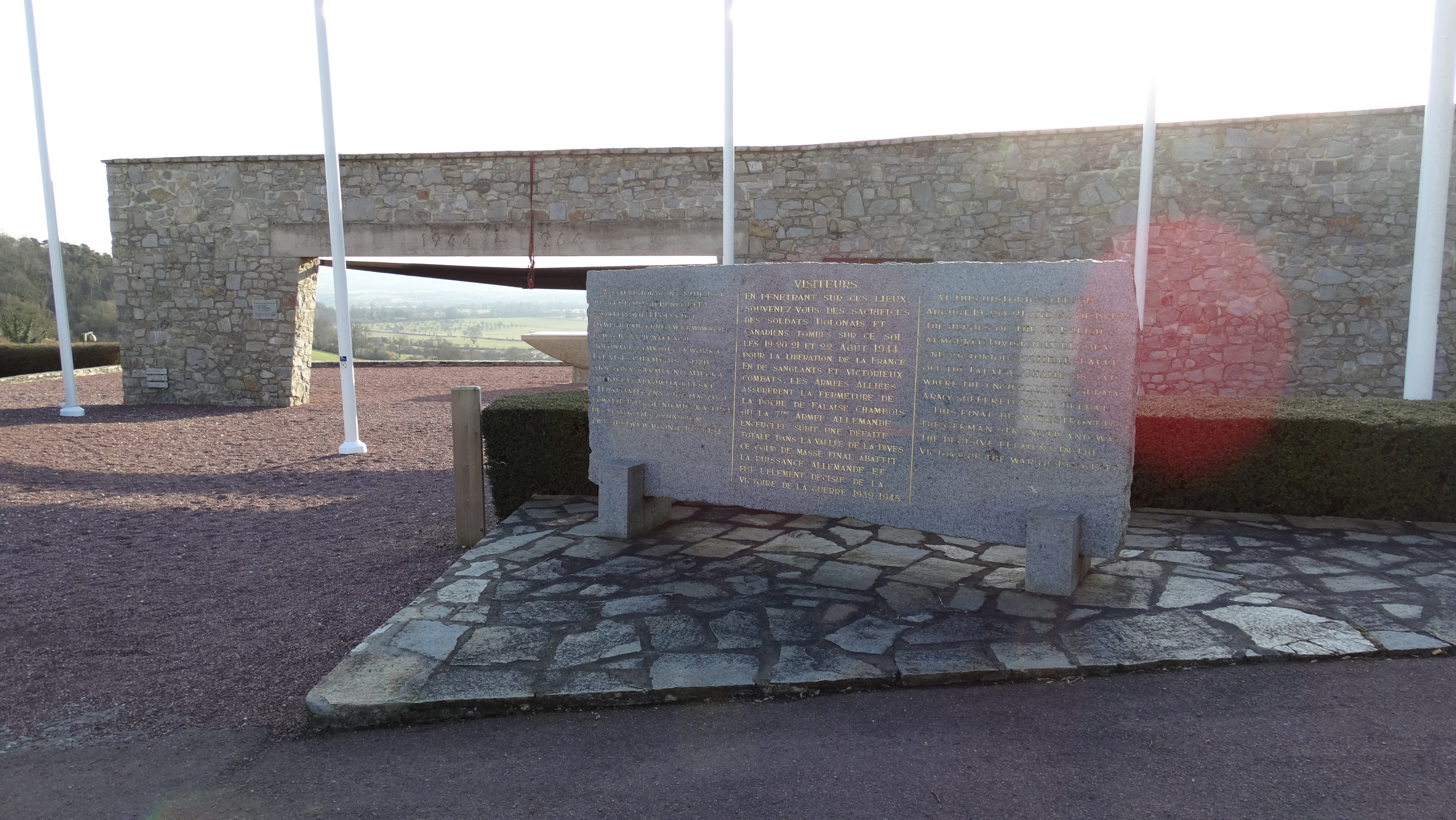
Adresse aux visiteurs.
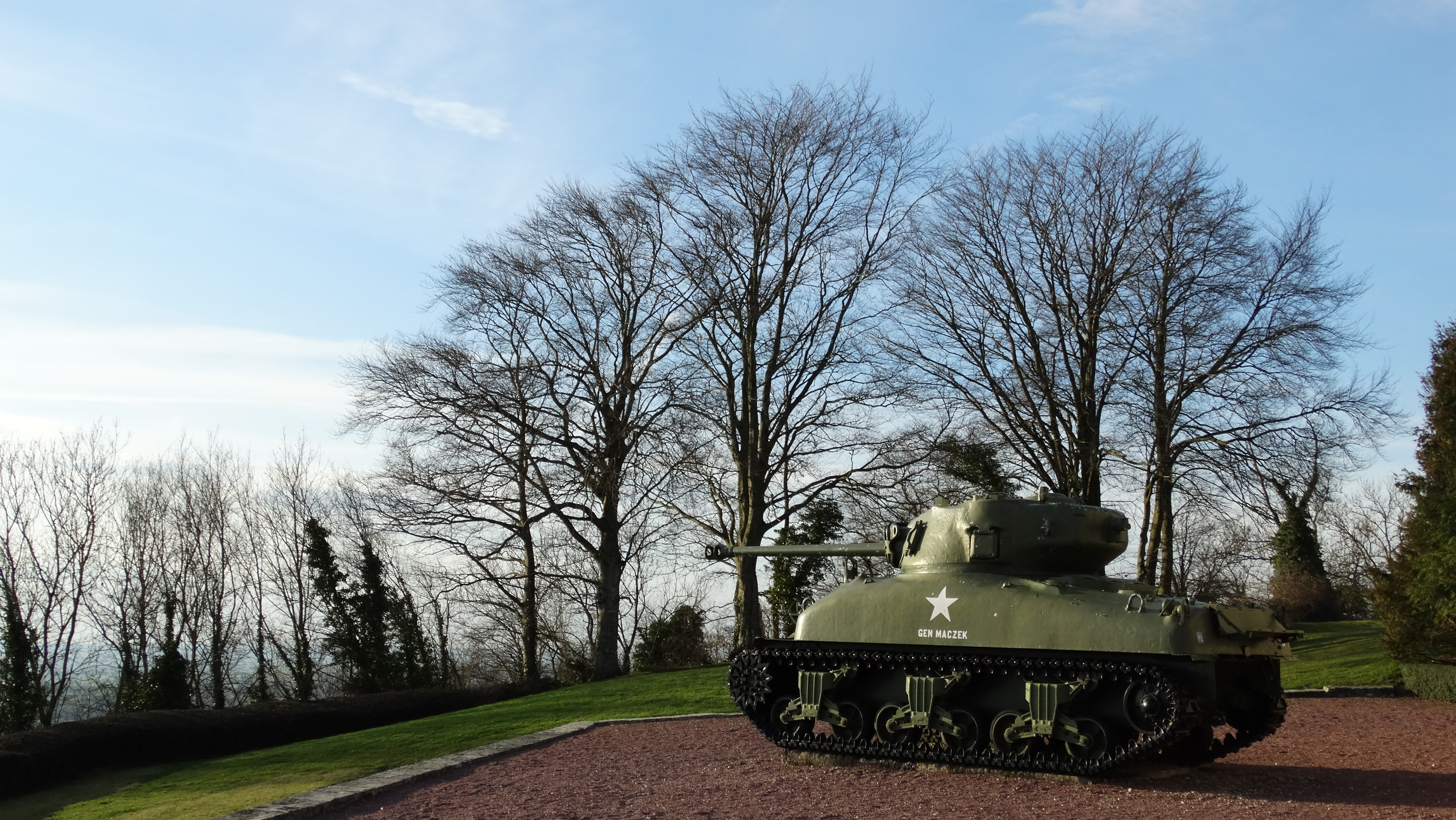
Char M4A1 Sherman Maczuga.
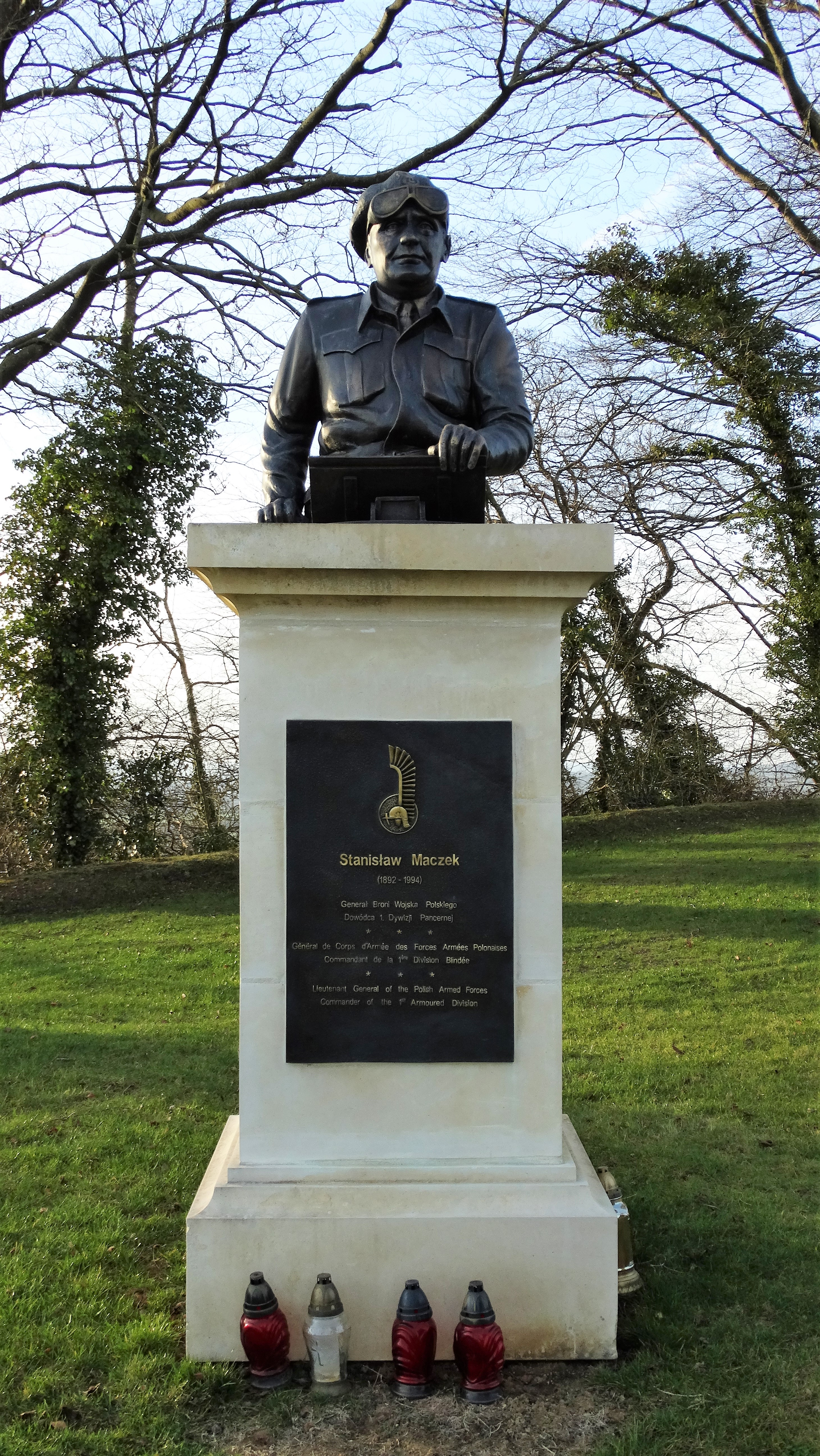
Buste de Stanisław Maczek, commandant général de la 1re division blindée polonaise.

## Le musée

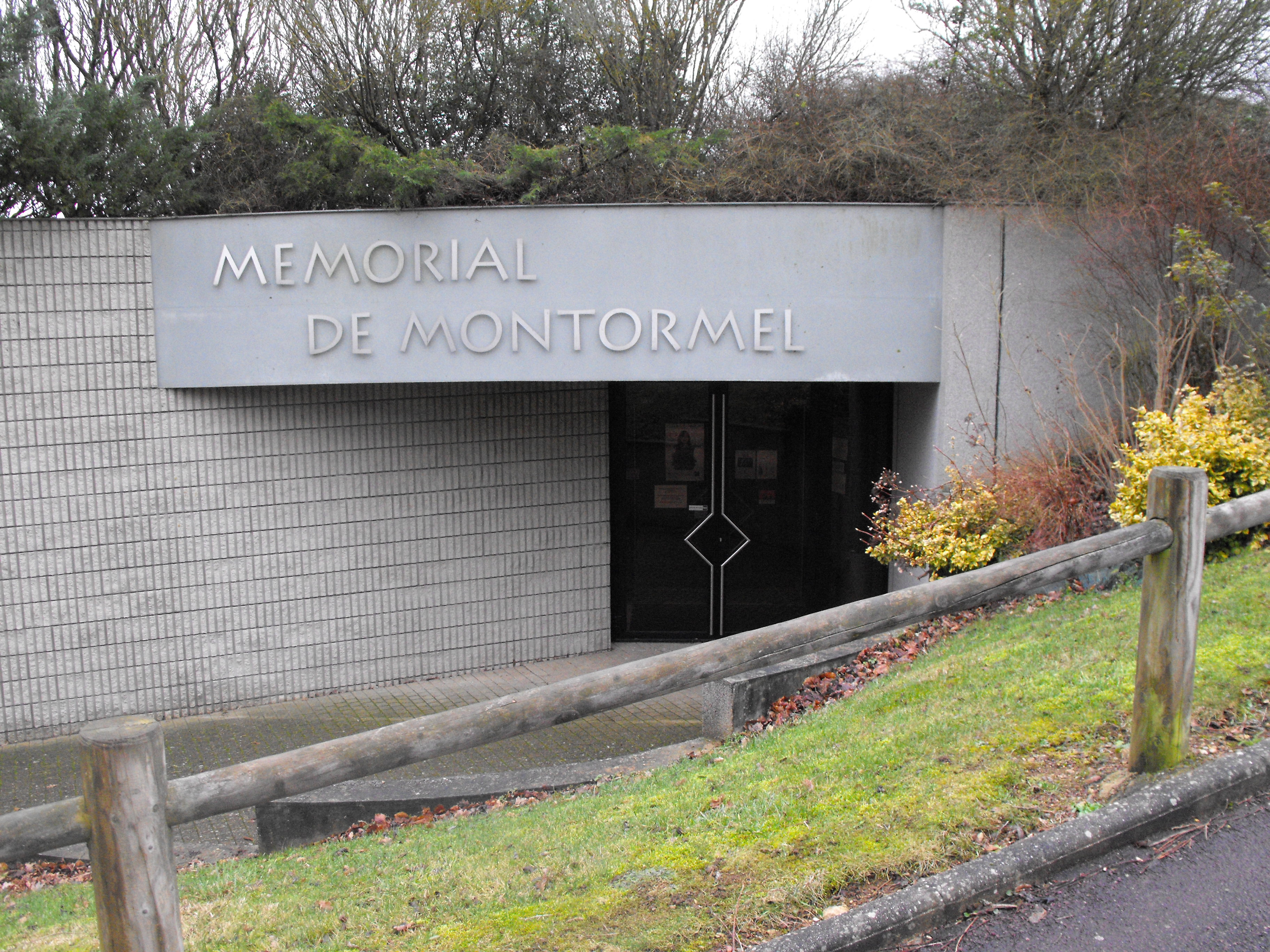
L'entrée du mémorial.

## Commémorations
Le 18 août 2019, le mémorial de Coudehard-Montormel est le lieu principal de la célébration du 75e anniversaire de la Bataille de Normandie. Une procession organisée en partenariat avec le haras national du Pin, au départ de la mairie du Coudehard, ainsi qu'une exposition au mémorial, mettent alors en avant le rôle méconnu de la cavalerie et des chevaux dans l'infanterie allemande.